# 2-Броманилин
2-Броманилин — химическое вещество, относящееся к классу аминоароматических соединений. Является бромпроизводным анилина. Хорошо растворимо в органических растворителях, таких как этанол и диэтиловый эфир, и нерастворимо в воде.

## Получение
Может быть получено путем восстановления 2-нитробромбензола гидразином или водородом.

## Физические свойства
2-Броманилин представляет собой кристаллическое вещество. Имеет жёлто-белый, жёлтый или коричневый цвет. 

## Химические свойства
Реагирует с N-бромсукцинимидом с образованием 2,4-диброманилина.
С уксусным ангидридом реагирует с образованием 2-ацетамидобромбензола.
Нагревание вместе с глицерином, концентрированной серной кислотой и 2-бромнитробензолом приводит к образованию 8-бромхинолина.
Реагирует с водным расствором гидроксида натрия с образованием 2-аминофенолята натрия.

## Применение
Вещество применяется для:
- Синтеза 2-ацетамидобромбензола.
- В качестве эмульгатора и антисептика
- В качестве ингибитора коррозии
- В производстве резин: дифенилгуанидинов, анилинкетонов, фенилендиаминов.